# Auf St. Pauli ist der Teufel los
Auf St. Pauli ist der Teufel los (Originaltitel: I magliari) ist ein in Hamburg spielendes, italienisch-französisches Sozialdrama aus dem Jahre 1959 von Francesco Rosi mit Belinda Lee, Alberto Sordi und Renato Salvatori in den Hauptrollen.

## Handlung
Norddeutschland, Ende der 1950er Jahre. Wie viele Italiener aus den armen Regionen des Landes ist auch der Toskaner Mario Balducci dem Lockruf gefolgt und in das Arbeit und einen kleinen Wohlstand versprechende Wirtschaftswunderland Westdeutschland gefahren. Doch es läuft nicht gut. Er ist arbeitslos und haust mit einer Gruppe von Italienern in einer Baracke. Mario wird von Heimweh geplagt. Als er eines Abends in Hannover in einem italienischen Restaurant nicht bedient wird, lädt ihn ein nebenan sitzender Landsmann aus Rom an den Tisch einer Gruppe von Italienern ein. Diese sehen deutlich gepflegter aus als Mario und können sich Restaurantbesuche offensichtlich häufiger leisten. Sie gehören einer neapolitanischen Hausierer-Gruppe an, den so genannten „Magliari“, die Deutschen ihre Teppichware und diverse Tücher und Stoffe für zu teures Geld andrehen. Das große Wort am Tisch führt Magliaro Ferdinando Magliulo, ebendieser Römer, von allen nur „Totonno“ genannt. Als ein Polizeibeamter in Zivil auftaucht und die Pässe der Italiener kontrollieren will, klaut Totonno mit einem Trick Marios Pass, sodass dieser sich nicht ausweisen kann und erst einmal in deutschen Polizeigewahrsam gerät. Es gibt einen kleinen Aufruhr, der den nebenan sitzenden „Paten“ der Gruppe – Don Raffaele Tramontana – auf den Plan ruft: Er will keinen Ärger haben. Totonno passt Mario daher am nächsten Tag reuig vor dem italienischen Konsulat ab mit dem Angebot, dem jungen Mann, der ihm zunächst an die Gurgel will und dann in Tränen ausbricht, weiterzuhelfen.
Mario soll auch an Haustüren klingeln und den deutschen Hausfrauen Ware verkaufen. Im Gegensatz zu dem geborenen Verkäufer Totonno, der seine Kundinnen bis ins Koma quatschen kann, ist der eher ruhige und in sich gekehrte Mario jedoch nicht gerade ein begnadeter Verkäufer. Als Totonno die Geschäfte bis nach Hamburg ausdehnen möchte, weil er dort den deutschen Teppichgroßhändler Paul Mayer kennt, und deshalb Don Raffaele einige seiner Leute abspenstig macht, übernimmt er sich. Denn in Hamburg sind polnische Zigeuner aktiv, die in ihrem Revier keine Konkurrenz dulden und selbiger auch gern mal die Autoreifen zerstechen.
Über Großhändler Mayer lernt Mario eines Tages Paula Mayer kennen, die junge Ehefrau von Totonnos Hamburger Geschäftspartner. Er verliebt sich in diese katzengleiche, sinnlich-schöne Blondine. Totonno erwartet von Mario, dass er sie sogleich um Geld anpumpt, damit man die Zigeuner in den Griff bekomme. Doch Mario will die Schöne nicht in die schmutzigen Geschäfte der Magliari hineinziehen. Auch Paula hat ein dunkles Geheimnis; einst ging sie auf den Strich, von dem sie erst ihr sehr viel älterer Mann fortholte. Mario muss erfahren, dass auch in der jungen, prosperierenden Bundesrepublik nicht alles Gold ist, was glänzt. Am Ende sind alle Illusionen bei allen geplatzt: Totonno ist mit seinem Traum der Eigenständigkeit und einem Handelsnetzwerk in ganz Norddeutschland gescheitert und muss ausgerechnet Don Raffaele um Hilfe angehen. Reumütig will er zu dem Paten zurückkehren, doch der hat längst einen Deal mit Mayer auf gute zukünftige Zusammenarbeit abgeschlossen und lässt Totonno fallen. Auch Marios Liebe zu Paula reicht nicht aus: sie will nicht nur wegen der Liebe zu einem italienischen Arbeiter ihr bisheriges Leben in Luxus und Wohlstand gegen ein bescheidenes Dasein eintauschen. Angesichts dieser geplatzten Träume entscheidet sich Mario für die Heimkehr nach Italien, um dort nach einer gewöhnlichen, anständigen Arbeit zu suchen.

## Produktionsnotizen
Auf St. Pauli ist der Teufel los, Originaltitel I magliari (auf Deutsch etwa: Die Stoffhändler), entstand im späten Frühjahr 1959 in Hamburg mit überwiegend italienischen Schauspielern. Die Uraufführung erfolgte am 23. September 1959, die deutsche Erstaufführung fand erst über anderthalb Jahre später, am 14. April 1961, statt.
Von deutscher Seite waren lediglich Josef Dahmen und Else Knott dabei. Gesprochen wurden von den Italienern italienisch (ca. 90 % des Films) und von den Deutschen deutsch (ca. 10 %), sodass bei unsynchronisierten Fassungen stets die jeweils fremde Sprache untertitelt werden musste.
Die Filmbauten entwarf F.-Dieter Bartels, die Kostüme Graziella Urbinati. Piero Piccioni dirigierte seine eigene Filmkomposition.
Belinda Lee blieb anschließend in Deutschland und spielte bis zum Jahresanfang 1960 die Hauptrollen in zwei bundesrepublikanischen B-Filmen.
An die Dreharbeiten erinnerte sich Francesco Rosi Jahrzehnte später in einem Interview:
„I Magliari war eigentlich sogar mein allererster richtiger Film, weil zum ersten Mal das Drehbuch auch von mir stammte. Meine zwei vorherigen Filme waren Auftragsarbeiten. Dass ich den Film gedreht habe, war auch ein Zufall: er ist finanziert worden. (…) Was mich an dem Stoff interessiert hat, ist einfach zu sagen: Das Milieu der Gastarbeiter in Deutschland. Ihr Leben in der Fremde war damals auch für Italien ein Thema, viele Familien, vor allem im Süden hatten irgendeinen Verwandten, der in den Fabriken Nordeuropas arbeitete. Wer Italienisch versteht, merkt, dass die Hauptfiguren da alle in neapolitanischem Dialekt sprechen. Ich wollte von diesen Neapolitanern erzählen, die da ein ziemlich verlorenes Leben führten, und auch von der Nähe zur Kriminalität, davon, wie schwer es ist, in so einem Leben dem Milieu der kleinen Verbrechen zu entgehen. Davon wollte ich erzählen, und außerdem hat der Film ganz normale spannende Themen: Es geht um Gangster und es gibt eine tolle Liebesgeschichte. (…) Ich erinnere mich gut an den Film und an Hamburg. Auch gut zehn Jahre nach dem Krieg war das eine wunderschöne Stadt, mit ihrem gigantischen Hafen. Hafenstädte haben mich immer besonders angezogen. Ich bin schließlich in Neapel geboren, vielleicht liegt es daran, dass viele meiner Filme in Hafenstädten spielen. Und Hamburg hat mich damals auch in seinem Geist an Neapel erinnert. Es war dort eine ausgelassene Stimmung, voller Lebensfreude.“

## Auszeichnungen
- 1960 erhielt Chefkameramann Gianni di Venanzo das Silberne Band des Verbandes italienischer Filmjournalisten.
- ebenfalls 1960 fand Regisseur Rosi auf dem Filmfestival von San Sebastián eine besondere Erwähnung

## Kritiken
„Ganz wider Erwarten bekommt man hinter diesem schablonierten Titel einen sehr ordentlichen Film des Italieners Francesco Rosi zu sehen. Er schildert das dunkle Tun und Treiben neapolitanischer "Stoffhändler" zwischen Hannover und Hamburg. Das ist für den deutschen Betrachter ohne grobe stilistische Fehler, mit einem erstaunlichen Maß an psychologischen Zwischentönen und mit einigen sehr schönen Aufnahmen aus dem Hamburger Hafen gemacht. Belinda Lee spielt die katzenäugige Frau des deutschen Bosses, die sich in den reinen Tor Renato Salvatori verliebt, ihn aber letzten Endes in seine eigene Welt nach Hause entläßt. Alberto Sordi in einer sehr guten Studie.“

In Filme 1959/61 ist folgendes zu lesen: „Sozialstück und Sittenbild in einem, verfehlt der Film den Stil, der ihn allein diskutabel machen könnte. Interesse weckt er am Rande auf Grund seiner Milieuanalyse. Im ganzen jedoch: kein hilfreicher Beitrag zum Zeitverständnis.“
Im Lexikon des Internationalen Films heißt es: „Francesco Rosi, engagierter Chronist der politischen und sozialen Nachkriegsgeschichte Italiens, schildert die Kluft zwischen Stadt und Land, zwischen reichem Norden und armem Süden an Hand eines Auswandererschicksals, wobei ihm soziologisch interessante Bilder aus dem Wirtschaftswunder-Deutschland gelingen. Der Film entwickelt seine kritische Potenz vor allem aus der präzisen Beobachtung von Alltagswirklichkeit.“
Buchers Enzyklopädie des Films resümierte: „…eine(r) ungewöhnliche(n) Geschichte über die verbrecherische Ausbeutung italienischer Gastarbeiter in Hamburg...“
In Kay Wenigers Das große Personenlexikon des Films ist in Rosis Biografie Folgendes zu lesen: „Nachdem Rosi in Hamburg einen der ersten Fremdarbeiterfilme (die melodramatische aber nicht uninteressant umgesetzte Geschichte „Auf St. Pauli ist der Teufel los“) mit starkem Lokalkolorit und semidokumentarischer Schärfe gedreht hatte, sorgte er international für Furore mit seinem sizilianischen Polit-, Polizei- und Justizthriller „Wer erschoß Salvatore G.?“...“